# Otto Landsberg
Pour les articles homonymes, voir Landsberg.
Otto Landsberg est un juriste et homme politique allemand, né le 4 décembre 1869 à Rybnik (Province de Silésie) et mort le 9 décembre 1957 à Baarn (Pays-Bas).
Membre du Parti social-démocrate d'Allemagne (le SPD), il est ministre de la Justice en 1919.

## Biographie
Il est issu d'une famille juive,.
À partir de 1890, Otto Landsberg est membre du SPD. En 1912, il est élu député. De 1920 à 1923, il est envoyé du Reich en Belgique. 